# Dolichopus pamiricus
Dolichopus pamiricus är en tvåvingeart som beskrevs av Negrobov 1976. Dolichopus pamiricus ingår i släktet Dolichopus och familjen styltflugor. Inga underarter finns listade i Catalogue of Life.